# Herciana Matmuja
Herciana Matmuja vagy művésznevén Hersi Matmuja (Kukës, 1990. február 1. — ) albán énekes-dalszerző. Ő képviselte Albániát a 2014-es Eurovíziós Dalfesztiválon, a dán fővárosban, Koppenhágában.

## Karrier

### 2014-es Eurovíziós Dalfesztivál
Eurovíziós versenydalát, a One Night's Angert (magyarul: Egy éjszakás harag) 2013. december 28-án választották ki az 52. Festivali i Këngës nemzeti döntőn. Korábban már négyszer is részt vett a nemzeti válogatón. 2006-ban megnyerte a fiatalok kategóriáját, majd 2010-ben tizenegyedik lett. Az ezt követő évben utolsó lett nulla ponttal, másik hat előadóval együtt, majd 2012-ben a harmadik helyen végzett.
A többi eurovíziós előadóhoz hasonlóan még márciusban európai körútra indult népszerűsíteni a dalát. Április 16-án Budapestre érkezett, a Ma reggel és a Kívánságkosár című műsorban beszélgettek vele és a magyar résztvevővel, Kállay-Saunders Andrással a dalversenyről. A beszélgetés elején Hersi előadta versenydalát.
2014. május 6-án, a dalfesztivál első elődöntőjében lépett fel, ahol nem sikerült továbbjutnia a döntőbe.